# Abir Abd al-Wahhab
Abir Abd al-Wahhab Muhammad (arab. عبير عبدالوهاب محمد) – egipska zapaśniczka walcząca w stylu wolnym. Brązowa medalistka igrzysk afrykańskich w 2003. Wicemistrzyni Afryki w 2003, a czwarta w 2002. Szósta na igrzyskach śródziemnomorskich w 2001. Siódma w Pucharze Świata w 2002 roku.